# Ischyromene kokotahi
Ischyromene kokotahi is een pissebed uit de familie Sphaeromatidae. De wetenschappelijke naam van de soort is voor het eerst geldig gepubliceerd in 2006 door Bruce.